# Allmen e le libellule
Allmen e le libellule (Allmen und die Libellen) è il primo romanzo di Martin Suter che vede come protagonista Johann Friedrich von Allmen.
Pubblicato nel 2010 e tradotto in italiano, inglese, francese e russo, il romanzo è stato edito in Italia nel 2011 da Sellerio.

## Trama
Johann Friedrich von Allmen, nonostante abbia dilapidato l'eredità paterna, continua a mantenere un tenore di vita al di sopra delle proprie possibilità. Ritiene che indebitarsi per uno del suo rango, non sia disonorevole, per cui utilizza il denaro che riesce a procurarsi con vari espedienti per mantenere la propria reputazione di persona affidabile.
Dopo aver esaurito l'eredità, pur mantenendo alcuni beni per lui irrinunciabili, si scopre, quasi casualmente, ladro di oggetti d'arte. I furti vengono effettuati in varie località così da non poter essere ricollegati a lui.
L'ultimo furto avviene per caso. Allmen conosce una ricca ereditiera americana a casa della quale trascorrerà la notte. Nella fretta della fuga scopre una stanza dove sono custodite 5 coppe di Émile Gallé. Non resistendo alla tentazione, ne ruba una che verrà portata all'antiquario che da tempo ricetta i furti di Allmen.
Allmen, costretto a restituire un prestito ad un usuraio particolarmente minaccioso, organizza una nuova serata con l'ereditiera per poter rubare la collezione di coppe. La prima sorpresa è ritrovare la prima coppa rubata di nuovo al suo posto. La seconda sorpresa è invece meno piacevole: trova l'antiquario-ricettatore ammazzato nel suo negozio.
Per poter restituire il debito grazie alle coppe Allmen si troverà in mezzo ad una vecchia truffa assicurativa, organizzata da insospettabili magnati. Solo grazie all'aiuto di Carlos, suo fedelissimo servitore, riuscirà ad uscirne illeso e con un piccolo capitale.

## Edizioni in italiano
- Martin Suter, Allmen e le libellule, traduzione di Emanuela Cervini, Sellerio, Palermo 2011
- Martin Suter, Allmen e le libellule, traduzione di Emanuela Cervini, Gedi, Roma 2018

## Trasposizione televisiva
Il libro, con il titolo Allmen und das Geheimnis der Libellen, è stato trasposto nel primo episodio della serie televisiva Allmen, iniziata nel 2016; l'episodio ha avuto anche una trasmissione alla RAI.